# Partido Nueva Ruta
El Partido Nueva Ruta es un partido político hondureño de centro, Fue fundado en 2018 por Esdras Amado López, miembro fundador del Partido Libertad y Refundación hasta 2016.

## Creación
El día 21 de mayo de 2019, a través de un escrito titulado, presentado por el señor Esdras Amado López. Se solicitó la inscripción ante el Tribunal Supremo Electoral de Honduras.
El jueves 29 de agosto de 2019 el  Tribunal Supremo Electoral de Honduras (TSE) oficializó la inscripción del partido. 

## Elecciones Generales 2021
Esdras Amado López era candidato presidencial del partido Nueva Ruta de Honduras en las elecciones generales de 2021. López Rodríguez, conocido por su trayectoria como periodista y fundador del canal de televisión Canal 36, se lanzó a la arena política con la intención de ofrecer una alternativa a los partidos tradicionales de Honduras. Su candidatura se centró en promover reformas estructurales, combatir la corrupción y mejorar la situación económica y social del país. A través del partido Nueva Ruta de Honduras, buscaba atraer a votantes desencantados con el sistema político vigente y presentar una visión renovada para el futuro de la nación.

## Pérdida del registro
Al no cumplir los requisitos previstos en la Ley Electoral de Honduras, el Consejo Nacional Electoral (CNE) procedió con el retiro del registro al partido Nueva Ruta de Honduras en 2024. La decisión del CNE se basó en el incumplimiento de varias normativas electorales, la obtención de al menos 2% de la elección presidencial y la  elección de al menos un diputado o un alcalde en las elecciones recientes. Esta medida fue un golpe significativo para el partido, que había sido fundado con la intención de ofrecer una alternativa a los partidos tradicionales del país. A pesar de los esfuerzos del partido por mantenerse activo en la política hondureña, las deficiencias en su estructura y organización llevaron a la pérdida de su reconocimiento oficial. 

## Resultados electorales
| Elección | Votos | %      | Diputados | Alcaldes | Posición | Conserva el registro |
| -------- | ----- | ------ | --------- | -------- | -------- | -------------------- |
| 2021     | 5 911 | 0.18 % | 0/128     | 0/298    | 8.ª      | No                   |